# Johannes Ryf
Johannes Ryf (* 20. September 1844 in Horgen; † 30. Juni 1914 in Zürich), heimatberechtigt in Horgen und seit 1881 in Zürich, war ein Schweizer Jurist und Politiker.

## Leben

### Familie
Johannes Ryf war der Sohn des Rechtsanwalts und Bezirksrichters Johannes Ryl (1813–1893) und dessen Ehefrau Anna (geb. Huber) (* 1814; † 11. April 1883).
Die Hochzeit von ihm und Lina Dorothea, der Tochter des Posamenters Karl Bartenfeld, fand im Juli 1868 statt.

### Werdegang
Johannes Ryf besuchte das Lehrinstitut der Gebrüder Hüni (siehe Heinrich Hüni-Nägeli) in Horgen und darauf das Gymnasium (siehe Kantonsschule Rämibühl) in Zürich.
Er immatrikulierte sich 1863 an der Universität Zürich und setzte das Studium an der Universität Heidelberg sowie an der Universität Berlin fort. Am 16. März 1867 promovierte er mit seiner Dissertation Die Rechtskraft der Incidententscheidung über Prajudicialrechte an der Universität Zürich zum Dr. jur. Nach Beendigung des Studiums hielt er sich noch einige Zeit in Paris und London auf, bevor er sein Advokaturbüro in Zürich eröffnete.
Von 1867 bis 1876 hielt er als Privatdozent Vorlesungen für Römisches Recht in der Staatswissenschaftlichen Fakultät an der Universität Zürich.
Er war von 1887 bis 1893 Mitglied des Kassationsgerichts.
Johannes Ryf gründete, gemeinsam mit Paul Felix Wild (1841–1914), 1860 mit der Zürcher Telefongesellschaft eine private Telefongesellschaft, die das erste Telefonnetz der Schweiz betrieb; er war deren Direktor und Präsident des Verwaltungsrats, bis 1886 der Bund das Netz übernahm.
Von 1907 bis zu seinem Tod war er Verwaltungsratspräsident der Schweizerischen Bodenkreditbank. Er gehörte auch dem Verwaltungsrat der Schweizerischen Kreditanstalt an.
In der Schweizer Armee führte er den Dienstgrad Oberstleutnant und war Grossrichter bei der VI. Armeedivision (siehe Felddivision 6).

### Politisches und gesellschaftliches Wirken
Johannes Ryf war von 1872 bis 1914 liberaler, später freisinniger Zürcher Kantonsrat, den er 1880, 1888 und 1914 präsidierte; in dieser Zeit war er vom 2. Dezember 1878 bis zum 30. November 1884 Nationalrat.
In der Schweizerischen Nationalbahnfrage war er Gläubigervertreter und nahm gegen Winterthur eine harte Haltung ein, weil er sich für die Interessen der Nationalbahnobligationäre einsetzte, die anders behandelt werden sollten, als die anderen rechtlich gleich gestellten Kreditoren; dieses kostete ihn 1884 die Wiederwahl zum Nationalrat.
1877 präsidierte er die Kommission der Schweizerischen Nordostbahn.
Er war ein Mitglied der Zunft zur Meisen.

## Mitgliedschaften
Johannes Ryf war von 1864 bis 1866 Mitglied der Sektion Zürich des Schweizerischen Zofingervereins.

## Schriften (Auswahl)
- Die Rechtskraft der Incidententscheidung über Prajudicialrechte. Zürich, 1867.
- Die schweizerische Staatsbahn. 1892.